# Donita Dunes
Donita Dunes (født 11. oktober 1966 i Seagoville, Texas) er en amerikansk model og pornostjerne kendt for sine store, kunstige (44GG) bryster, tatoveringer og piercinger (hun havde piercede skamlæber, tunge, navle og læbe). Hun er af latinamerikansk afstamning og er af og til blevet krediteret som Danita Dunes eller Donita. Hun har været aktiv i pornoindustrien siden midten af 1990'erne. 